# Lake Kawaupaka
Der Lake Kawaupaka ist ein See im Waitakere Ward des Auckland Council auf der Nordinsel von Neuseeland.

## Geographie
Der Lake Kawaupaka befindet sich am nordwestlichen Ende der Waitākere Ranges, knapp 1,8 km ostnordöstlich von der Küste zur Tasmansee entfernt. Das Stadtzentrum von Waitakere City, bis zum Oktober 2010 eigenständige Stadt, liegt rund 14,7 km östlich und der Waitākere River zieht nordwestlich in einem Abstand von rund 900 m nach Westen in Richtung Tasmansee vorbei. Der zweiarmige See erstreckt sich in seinem südlichen Teil über eine Länge von rund 500 m in Nordwest-Südost-Richtung und in seinem nördlichen Teil über eine Länge von rund 340 m ebenfalls in Nordwest-Südost-Richtung. Seine maximale Breite von rund 315 m in Südsüdwest-Nordnordost-Richtung kann an der Stelle ermittelt werden, wo die beiden Arme des Sees sich trennen. Die Gesamtfläche des Lake Kawaupaka beträgt 10,3 Hektar.
Gespeist wird der Lake Kawaupaka hauptsächlich durch einen kleinen Streams, der aus Südosten kommend den südlichen Arm bedient. Die Entwässerung findet hingegen an dem westlichen Ende des Sees statt und führt über den Taimana Stream nach rund 1,3 km direkt in die Tasmansee.